# Angalanga
A Angalanga ou Galanga [já em transição para município], é uma Comuna pertencente ao Município do Londuimbali, com uma população estimada em 46.000 habitantes, pelo menos até ao ano de 2024, cujo Administrador no período de 2018 a 2024 é Aurélio Chitumba Cachassile, coadjuvado pelo Administrador Adjunto Francisco Pongo Capitango, desde o ano de 2021.
Limites Geográficos
A Comuna da Galanga tem um vasto território e é composta por vários sectores, com destaque o Sector de Pucusso, onde fica a residência do Soma Yinene, (Soba Grande) da região, Nuñgulu, e Vila-Franca, que é a Capital Económica da Comuna.
Está delimitada à Norte a Norte pelo Município de Cassongue (pertencente à província do Cuanza-Sul) e pelo Município do Bailundo, ao Sul pela Comuna da Cumbila, a Leste pela Comuna Sede do Londuimbali e a Oeste pelo Município do Cassongue.
Editado por: Hermenegildo Severino Reis
1. ↑  dos Santos Reis, Edmerson; Hermenegildo Rocha, Adma; Carvalho Teles, Edilaine; de Assis de Sá, Francisca (2017). «Educação e contextualização: reflexões de um saber-fazer coletivo». doi:10.24824/978854441861.1. Consultado em 21 de janeiro de 2025
2. ↑  dos Santos Reis, Edmerson; Hermenegildo Rocha, Adma; Carvalho Teles, Edilaine; de Assis de Sá, Francisca (2017). «Educação e contextualização: reflexões de um saber-fazer coletivo». doi:10.24824/978854441861.1. Consultado em 21 de janeiro de 2025
3. ↑  dos Santos Reis, Edmerson; Hermenegildo Rocha, Adma; Carvalho Teles, Edilaine; de Assis de Sá, Francisca (2017). «Educação e contextualização: reflexões de um saber-fazer coletivo». doi:10.24824/978854441861.1. Consultado em 21 de janeiro de 2025
4. ↑  dos Santos Reis, Edmerson; Hermenegildo Rocha, Adma; Carvalho Teles, Edilaine; de Assis de Sá, Francisca (2017). «Educação e contextualização: reflexões de um saber-fazer coletivo». doi:10.24824/978854441861.1. Consultado em 21 de janeiro de 2025